# Бахрейнські острови
Бахрейнські острови — архіпелаг невеликих вапнякових островів та рифів у Перській затоці.
Загальна площа 598 км².
Населення у 1958 році становило 125 тисяч чоловік, переважно араби та перси. За переписом 2010 року кількість населення зросла удесятеро, і складає 1 234 571 особу, зі строкатим етнічним складом. Таке швидке зростання обумовлене розвитком нафтовидобувної галузі та зростаючою імміграцією.
Найбільшим є острів Бахрейн. Острови низовинні. Вирощують цитрусові, виноград, фінікову пальму, рис. Розводять велику та дрібну рогату худобу. На Бахрейнських островах багате родовище нафти (0,3 % світових ресурсів). В районі Бахрейнських островів існує значний перлинний промисел.
До 1971 року Бахрейнські острови — князівство, яке перебувало під протекторатом Великої Британії. У 1971 році проголошено незалежність.
Адміністративний центр — Манама. Уряд Ірану не визнавав протекторату Великої Британії над Бахрейнськими островами і в 1957 році оголосив їх Іранським астаном (провінцією). На Бахрейнських островах розташовані військові бази США та Великої Британії.